# Pie II
Pour les articles homonymes, voir Sylvius.
Pie II, de son nom de naissance Enea Silvio Piccolomini, et généralement connu dans la littérature sous son nom latin Æneas Sylvius (né le 18 octobre 1405 à Corsignano, dans la république de Sienne et mort le 15 août 1464 à Ancône), est le 210e pape de l'Église catholique (du 19 août 1458 au 14 août 1464).
Sa vie est illustrée par les dix fresques du Pinturicchio (et de Raphaël) dans la libreria Piccolomini.

## Principales étapes de sa vie jusqu'à son avènement
Il est né le 18 octobre 1405, et est le fils de Silvio Piccolomini de la famille Piccolomini. Formé à Sienne et à Florence, alors foyers d'humanisme, Enea Silvio commence très jeune sa carrière dans le domaine diplomatique.
Il participe au concile de Bâle (1431-1449), où il assume une charge prééminente comme orateur et secrétaire.
Il avait au moins deux enfants illégitimes (nés hors mariage), un à Strasbourg et un autre en Écosse, tous deux nés avant son entrée dans les ordres. Pie a tardé à devenir prêtre en raison de la nécessité de respecter la chasteté.
Quand le pape Eugène IV transfère le concile à Ferrare, en 1438, Enea reste à Bâle avec les dissidents. Il fait partie de la délégation qui porte à Amédée VIII de Savoie l'annonce de sa nomination au pontificat. Devenu l'antipape Félix V (1439-1449), celui-ci le nomme son secrétaire.
Couronné poète lauréat en 1442 par l'empereur Frédéric III, pour son œuvre poétique et romanesque, il devient secrétaire de cet empereur qui l'utilise comme ambassadeur.
En 1445, au cours d'une mission, il choisit de se rallier au pape légitime de Rome, Eugène IV, et abjure devant lui ses erreurs. Il est nommé en 1446 secrétaire apostolique du pape. Il joue un rôle majeur dans le ralliement de l'Allemagne, qui jusque-là était restée neutre, à Eugène IV.
Il est ordonné prêtre le 4 mars 1447 et nommé évêque de Trieste le 19 avril 1447, puis de Sienne le 23 septembre 1450.
Il est envoyé comme nonce en Autriche et en Bohême par le pape Nicolas V. Pendant son séjour en Autriche, il écrit (1450) pour le jeune roi de Hongrie et de Bohême Ladislas un traité de l'éducation des enfants : Tractatus de liberorum educatione ad Ladislaum Ungariae et Bohemiae regem.
Créé cardinal le 17 décembre 1456 par le pape Calixte III, il est nommé évêque de Varmie le 12 août 1457. Il est élu pape le 19 août 1458, sous le nom de Pie II, et couronné le 3 septembre à la basilique Saint-Pierre de Rome.

## Les grandes dates de son pontificat

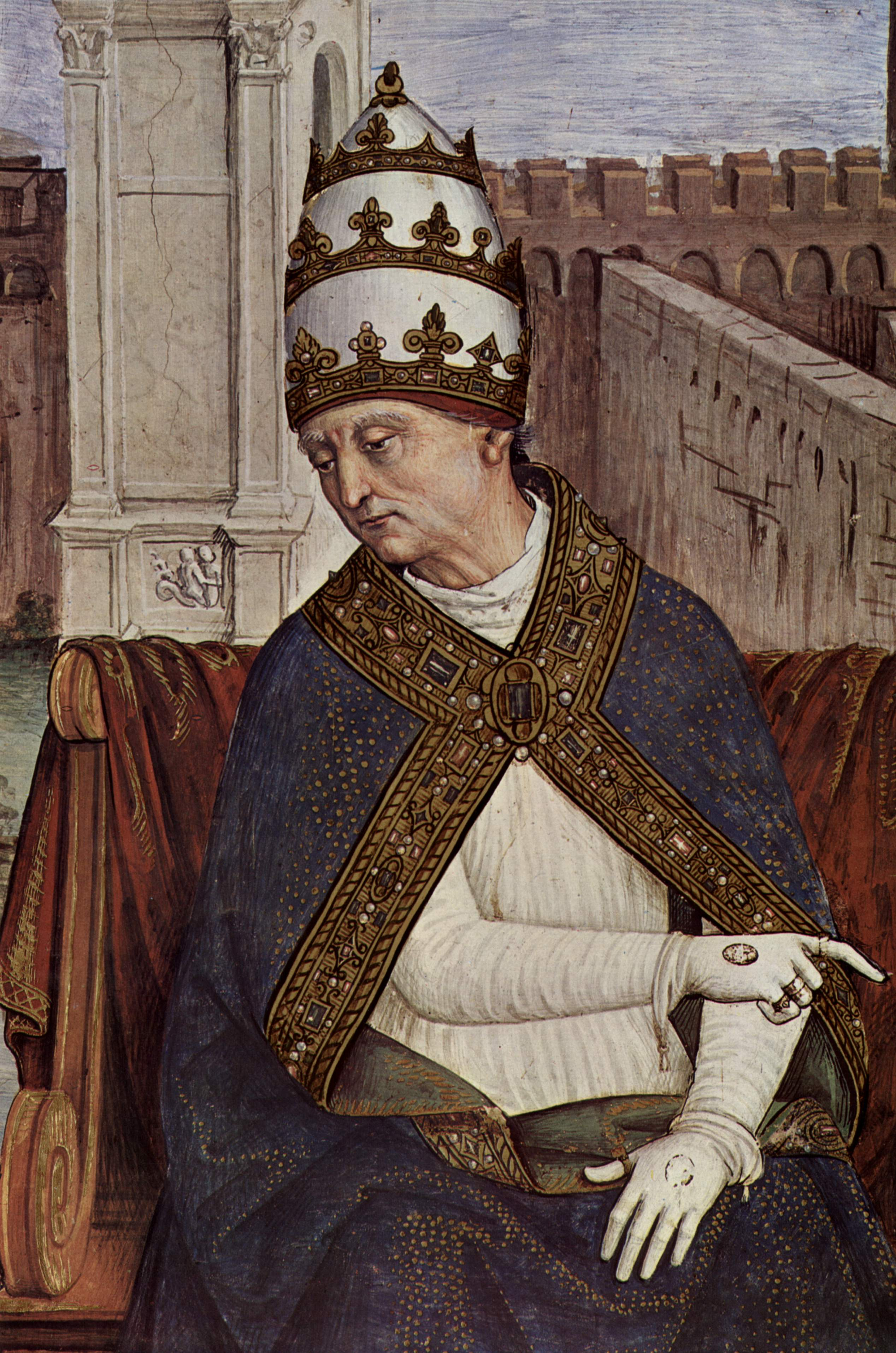
Détail de la fresque Arrivée à Ancône peinte par le Pinturicchio. 1504. Scènes de la vie de Pie II de la Libreria Piccolomini. Cathédrale de Sienne.

Comme son prédécesseur, Pie II consacre toute son activité de pontife à la préparation de la croisade contre les Turcs, qui viennent de s'emparer de Constantinople (en 1453) et menacent la chrétienté.
Il crée un ordre de chevaliers appelé l’ordre de Jésus, institué à Rome en 1459 pour organiser avec leur concours une croisade populaire.
Le 11 janvier 1459, il réorganise l'université d'Avignon, y refondant une faculté de médecine qui n'a encore pratiquement jamais fonctionné et dont la chaire ne sera occupée pour la première fois qu'en 1467. Puis le 12 novembre, il publie la bulle de fondation de l'université de Bâle, dotée d'une faculté de médecine dès sa création.
Il réunit un congrès à Mantoue (Lombardie) du 1er juin 1459 au 14 janvier 1460, immédiatement après son élection, où il convoque tous les princes chrétiens d'Europe pour tenter de laver l'affront subi par son prédécesseur, lorsque le roi Alphonse de Naples, profitant habilement de la mobilisation d'une flotte sous la bannière du Christ, l'envoya combattre les Génois, et détourna à son profit une grande partie des fonds récoltés au titre de la dîme de croisade pour mener la guerre sainte en Orient. Mais le succès est mitigé. Il en profite pour entreprendre une inspection générale de ses Etats.
Le 18 janvier 1460, à Mantoue, il publie la bulle Execrabilis qui interdit les appels au concile et condamne le conciliarisme, comme doctrine de la supériorité du concile sur le pape.
À son retour à Rome, il réprime une conjuration qui s'est dressée contre le pouvoir temporel des papes, et se termine par l'exécution de Tiburzio et des principaux meneurs, le 31 octobre 1460.
En 1461, il écrit une Lettre à Mehmet II le Conquérant ottoman qui a pris Constantinople en 1453 (Epistola a Maometto) lui promettant de le reconnaître comme nouvel Empereur d'Orient s'il se convertit au catholicisme et protège l’Église. Cette lettre, très controversée, n'a jamais été envoyée.
Il canonise Catherine de Sienne le 29 juin 1461 au milieu de grandes festivités.
Cette même année 1461, Giovanni di Castro découvre les gisements d'alun de La Tolfa, sur le territoire pontifical, qui procurent au Saint-Siège d'importants revenus.
Le 12 avril 1462, réception solennelle à Rome du chef (de la tête) de saint André, enlevé à Patras par le despote de Morée, Thomas Paléologue. Le pape promet à cette occasion que la précieuse relique sera rendue à son siège « quand Dieu le voudra ». Cette promesse est réalisée par le pape Paul VI.
Le 12 avril 1462, dans la lettre Rubicensem, adressée à l'évêque de Guinée portugaise, il qualifie l'esclavage des Noirs de grand crime (magnum scelus).
En 1462, il élève son village natal de Corsignano au rang de ville et de résidence épiscopale, sous le nouveau nom de « Pienza », dérivé de Pius. Il entreprend un vaste programme confié à l'architecte Bernardo Rossellino, destiné à faire de Pienza une cité idéale de la Renaissance.
Profitant d'une période favorable de paix entre les États d'Europe, le 22 octobre 1463, il déclare la guerre aux Ottomans.
Le 18 juin 1464, il se dirige vers Ancône, sur l'Adriatique, où il attend les Vénitiens et le duc Philippe de Bourgogne, pour conduire la guerre contre les Turcs.
Pie II meurt d'épuisement le 15 août (souffrant depuis longtemps de la goutte), et l'entreprise est abandonnée. Son corps est inhumé à Rome dans l'église Sant'Andrea della Valle.

## Bulles
(liste non exhaustive)
- 1460 - Execrabilis, qui interdit les appels au concile et condamne le « conciliarisme ».
- 4 avril 1460 - création de l'université de Nantes, à la demande du duc de Bretagne François II
- 1463 - Pour l'union du Prieuré de Thil-sur-Arroux à la manse conventuelle de l'abbaye Saint-Martin d'Autun, à la suite de la requête du cardinal Jean V Rolin, exécutée le 6 avril 1463[7].

## Activité littéraire
Aeneas Sylvius fait partie des écrivains de l'humanisme du Quattrocento. Son œuvre variée, en latin, aborde divers genres. Il reste le seul pape ayant laissé de son temps et de son règne une chronique détaillée : les Commentarii. Cet homme curieux (l’une de ses fréquentes remarques était « L’avare n’est jamais satisfait de son argent, ni le sage de son savoir ») se faisait ainsi appeler « varia videndi cupidus », « désireux de voir une quantité de choses ».

### LesCommentaires
Les commentaires (Commentarii rerum memorabilium quae temporibus suis contigerunt) sont écrits en latin dans un style plein d'humour et de fraîcheur, composés de XIII livres, rédigés de 1462 à 1464. Ces mémoires constituent le chef-d'œuvre littéraire de ce brillant représentant de la Renaissance qu'était Enea Silvio Piccolomini. Véritable testament politique, religieux et humain, ils ont une grande valeur documentaire. Les observations sont assorties de larges descriptions de la nature, qui préfigurent Goethe ou Rousseau, et de remarques et réflexions personnelles très originales.
Les pages de bravoure ne manquent pas. Citons entre autres : 
- l'élection même de Pie II ;
- le congrès de Mantoue ;
- le portrait du cardinal d'Arras ;
- la dénonciation du tyran Sigismondo Malatesta ;
- le récit sur la petite chienne Musetta ;
- les descriptions de Tivoli (où il fait édifier de 1458 à 1461 la forteresse Rocca Pia qui prend son nom), d'Ostie et de bien d'autres lieux ;
- l'évocation de Jeanne d'Arc.

### Autres œuvres
- Tractatus de liberorum educatione ad Ladislaum Ungariae et Boliemiae regem (1450): traité d'éducation pour le jeune Ladislas Ier de Bohême (1440-1457), dans lequel il insiste sur l'importance de l'étude de la langue latine pour une formation complète[8].
- Historia rerum Frederici III imperatoris (1452-1458): éloge de son protecteur en Bohème.
- Dialogus de somnio quodam (1453-1455) : manuscrit inachevé dans lequel Piccolomini fait le récit d’un songe au cours duquel il se retrouve seul, errant dans un paysage inhospitalier et où il finit par rencontrer Bernardin de Sienne. Celui-ci lui propose de le guider dans un voyage en Enfer, au Purgatoire et au Paradis, tout en le tançant pour son ambition passée[9].
- Historia Austrialis (1453-1458) : description de l'Autriche[10].
- Germania (1457) : histoire du Saint-Empire romain germanique et description de l'Allemagne, dont il admire la richesse et la modernité[11].
- De Europa (1458) : ébauche de traité géopolitique en 65 chapitres consacrés aux provinces, nations et peuples de l'Europe, insistant sur l'épanouissement de la culture. Cet ouvrage « révèle la conception qu’un humaniste se fait, après la chute de l’Empire byzantin, des nouveaux rapports entre une identité européenne et un monde hostile à ses valeurs. Les « Européens » deviennent désormais une réalité définie par leur identité culturelle, humaine et spirituelle qu’il lui importe d’affirmer et de défendre[11]. »,[12]. Il tente de déterminer « les traits qui caractérisent et différencient les Européens de ceux qui ne le sont pas »[13].
- De Asia (1461) : esquisse de représentation géographique du continent asiatique[14]. L'auteur analyse les mouvements des populations entre l’Orient et l’Europe[13].
- Historia rerum ubique gestarum locorumque descriptio[15]: regroupe De Europa (1458) et De Asia (1461) et réédité ultérieurement sous le titre Cosmographia, par Geoffroy Tory. Pie II veut faire de cet ouvrage une « description géographique et ethnographique de l'ensemble du monde connu, avec des illustrations historiques ». Il contribue ainsi à définir le continent européen, par opposition à l'Asie et à l'Afrique, en se basant sur des ouvrages de l'antiquité[16]. Cet ouvrage exercera une profonde influence sur Christophe Colomb[17].
- Historia Bohemica (1458) : récit de ses interventions visant à résoudre l'hérésie hussite[18].
- Historia de Eurialo et Lucretia. Historia de duobus amantibus (1444, mais publié en 1469). Située à Sienne, c'est l'histoire d'amour entre Lucrèce, une femme mariée, et Euryalus, qui fait partie de la suite de l'empereur Sigismond. Chacun des deux est amoureux de l'autre avant de découvrir que leur sentiment est partagé, mais Euryalus doit malheureusement quitter Sienne lorsque sa mission s'achève. Les amants entament alors une étroite correspondance, qui occupe la majeure partie du roman[19].
- Chrysis (1444). Comédie licencieuse mettant en scène des courtisanes et des clercs.
- Une abondante correspondance (en particulier la Lettre à Mahomet).

#### Éditions modernes des œuvres dePieII
- Mémoires d'un pape de la Renaissance / Les Commentarii de Pie II ; texte abrégé et annoté par Ivan Cloulas et Vito Castiglione Minischetti; trad. du latin par Gilles Bournoure et al. - Paris : Tallandier, 2001.  (ISBN 2-235-02308-8).
- Œuvres érotiques, présentation et traduction par Frédéric Duval. Turnhout : Brepols, 2003.  (ISBN 2-503-51309-3).
- Les deux amants, traduit et présenté par Serge Stolf, Arléa, 2002.  (ISBN 978-2-86959-567-5)

#### Ouvrages surPieII
- Pius II : « el più expeditivo pontifice » : selected studies on Aeneas Silvius Piccolomini (1405-1464), journée d'études, Groningue, 1997, sous la dir. de Zweder von Martels et de Arjo Vanderjagt, Leiden, Brill, 2003  (ISBN 90-04-13190-6).
- Il Sogno di Pio II e il viaggio di Roma a Mantova, atti del convegno internazionale, Mantova, 2000, sous la dir. d'Arturo Calzona et de Francesco Paolo Fiore, Florence, L. S. Olschki, 2003  (ISBN 88-222-5205-5).
- Pio II Piccolomini : un papa humanista, Anna-Maria Corbo, Rome, Edilazio, 2002  (ISBN 88-87485-23-2).
- Pio II umanista europeo, dir. Luisa Secchi Tarugi, Firenze, Franco Cesati editore, 2007.
- Serge Stolf, Les Lettres et la Tiare. Piccolomini, un humaniste au XVe siècle, Paris, classiques Garnier, 2012  (ISBN 9782812406058).